# Tulul al-Baqarat
Tūlūl al-Baqarat is een archeologische vindplaats in Irak. 
De bewoningsheuvel is eerst door een Irakese expeditie opgegraven in 2008-2010 en sinds 2013 door een Italiaanse ploeg. Het ligt ten zuiden van Kut, zo'n 40 km oostelijk van de oude bedding van de Tigris. Er zijn vondsten uit het 3e en uit het 1e millennium v.Chr. gedaan. Tot de laatste behoort een Neo-Babylonische tempel waar een aantal bakstenen met een standaardinscriptie van Nebukadnezar II aangetroffen zijn. De vindplaats kan geïdentificeerd worden met de oude stad Keš. Eerder had Postgate echter voorgesteld dat de nabijgelegen heuvel Tell al-Wilaya Keš was, maar epigrafisch materiaal van Tūlūl al-Baqarat maakt duidelijk dat dat niet zo is. Er is een inscriptie gevonden van de bouw van de tempel van Ninhursag door Ur-Nammu van Ur  Een andere inscriptie van dezelfde koning, waarvan de vindplaats niet meer te achterhalen is, is vrijwel identiek, maar zegt dat dit Ninhursags tempel in Keš betrof. Het was al eerder bekend dat deze godin de stadsgodheid van Keš was. 
Viano stelt voor dat Tell al-Wilaya niet Keš maar Irisaĝrig geweest is. De twee heuvels liggen maar 6 km van elkaar en Irisaĝrig was in de Ur III-periode de plaats waar de enig bekende tempel van de echtgenoot van Ninhursag, Šulpae, stond. Er zijn andere voorbeelden  van dergelijke 'tweelingsteden' ontstaan rond de twee heiligdommen van een godenpaar, zoals Kish en Ur.
Keš was een bijzonder oude stad. In Jemdet Nasr zijn een dertiental zegelafdrukken gevonden die bestaan uit een reeks symbolen die de steden Ur, Larsa, Nippur, Uruk, Kesh, Zabala en Urum voorstellen. De zegelafdrukken zijn in de context van aardewerk uit de Vroeg-dynastieke Periode ED I (ca. 2900-2750 v.Chr.) gevonden en laten vermoeden dat er al in die tijd een soort federatie van steden bestond waartoe Keš behoorde.
De stad is het onderwerp van een van de oudst bewaard gebleven stukken literatuur van de mensheid: de tempelhymne van Keš